# Österreichischer Heeressportverband
Der Österreichische Heeressportverband (ÖHSV) ist der Sportverband des Österreichischen Bundesheeres. Als Dachverband steht er über den einzelnen Heeressportlandesverbänden.

## Geschichte

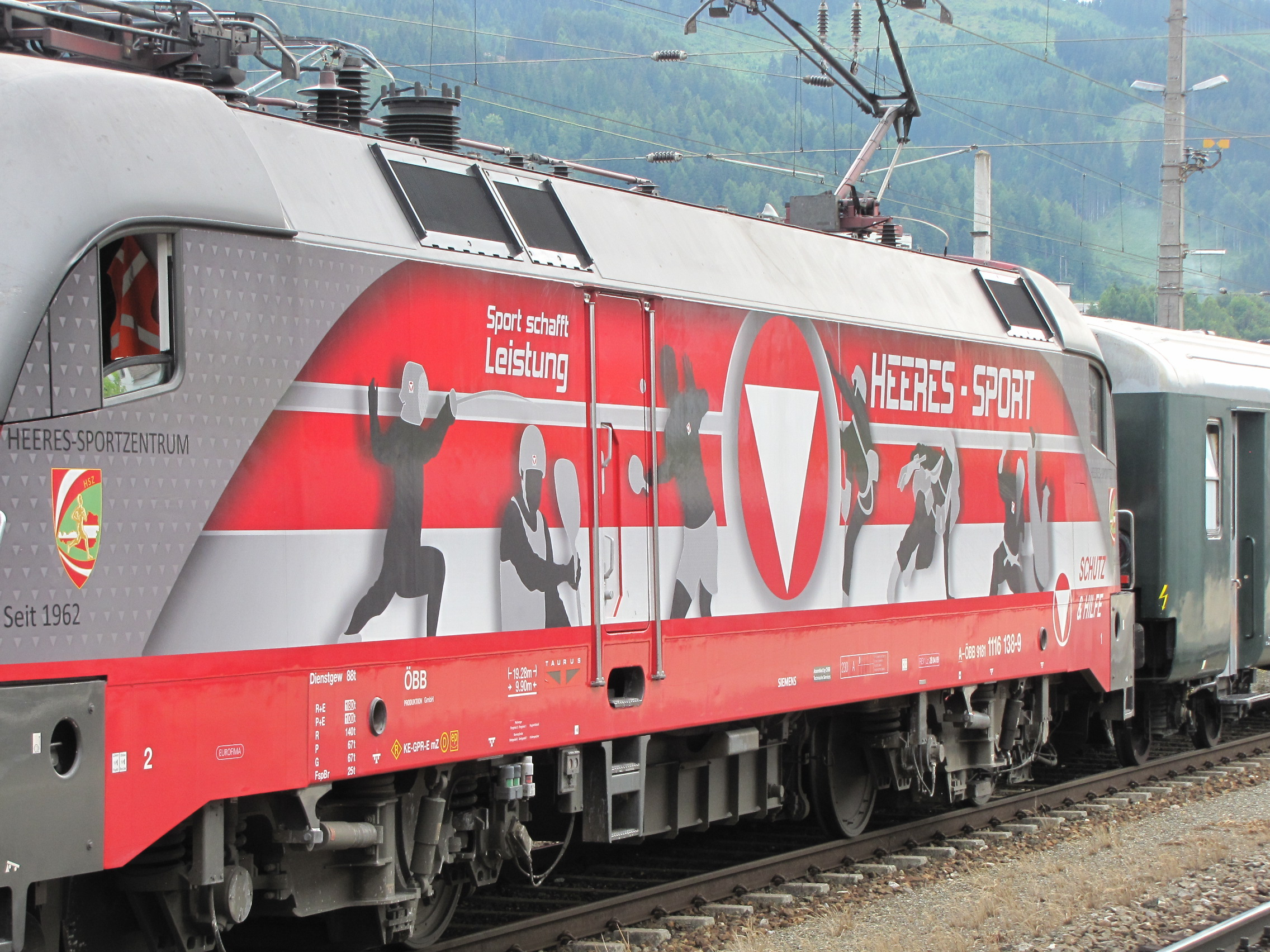
Eine ÖBB-Lokomotive mit Werbung für den Heeressport

Gegründet wurde der Österreichische Heeressportverband im Jahr 1930 als Verein mit Sitz im Kriegsministerium. Vorläufer gab es bereits seit 1921 in den einzelnen Garnisonen des Bundesheeres der Ersten Republik in Form von Garnisonssportvereinigungen. Bei der Gründung zählte der Oe.H.Sp.V 40 Garnisonssportvereinigungen, z.B Garn.Sp.V. Bregenz, Garn.Sp.V. Innsbruck (gegründet 1921), Garn.Sp.V. Graz, Garn.Sp.V. Melk, Garn.Sp.V. Salzburg und die Garn.Sp.V. Wien. Die Struktur war bereits der heutigen ähnlich.
Aus der Politik hielt sich der ÖHSV in der ersten Republik und im Ständestaat heraus. Aber namhafte Sportler kamen aus den Reihen des ÖHSV wie Huber, Oblinger Zumpe (Radfahren), Leitgeb, Leben (Leichtathletik und Geländelauf), Martinek (Boxen), Karl Kaschka (Fechten), Max Stiepl (Eisschnelllauf) auch bei zivilen Bewerben. 1935 zog sich der ÖHSV auf Grund der politischen Situation aus den zivilen Bewerben zurück und setzte seinen Schwerpunkt auf militärische Wettkämpfe.
Nach dem „Anschluss“ im Jahr 1938 wurde der ÖHSV aufgelöst. Nach Ende des Zweiten Weltkriegs wurde noch während der Besatzungszeit von der B-Gendarmerie in Tirol ein Sportverein gegründet, der dann 1956 als erster HSV begann. Weitere Vereinsgründungen in Graz, Salzburg und Wien folgten.
So begann man wieder eine Neugründung eines Dachverbandes zu überlegen. Zivile Vereine wie der ASVÖ oder ASKÖ befürchteten die Entwicklung eines militärischen Sportvereins ähnlich jener im damaligen Ostblock und daher sowohl den Abgang von Athleten als auch finanzieller Förderungen.
Es dauerte bis 1965, bis der damalige Verteidigungsminister Georg Prader die Gründung mit ministerieller Weisung „befahl“. So wurde am 19. Oktober 1967 der ÖHSV das zweite Mal neu gegründet.
Seit 1992 gliedert sich der ÖHSV in neun Landesverbände und 90 Sportarten. Von den 30.000 Mitgliedern wurden 650 internationale Medaillen erzielt. Von den österreichischen Staatsmeistern stammen bereits über 3000 Sportler aus den Reihen des ÖHSV.
Der ÖHSV trat aber auch bereits einige Male als Veranstalter bzw. als starker Unterstützer internationaler Meisterschaften in Erscheinung. So wird beispielsweise die Ironman Austria abgehalten oder in Hochfilzen 2005 und 2017 die Biathlon-Weltmeisterschaften, der Marc-Aurel-Marsch oder dem österreichischen Teil des Supermarathon Wien-Bratislava-Budapest.

## Die heutigen Vereine
Die Vereine des Österreichischen Heeressportverbandes lauten, nach Bundesländern geordnet, wie folgt:

### Burgenland
Der Heeressportlandesverband Burgenland, HSLV Burgenland, besteht aus folgenden Vereinen:
- HSV Eisenstadt
- HSV Güssing
- HSV Kaisersteinbruch
- HSV Pinkafeld

### Kärnten
Der Heeressportlandesverband Kärnten, HSLV Kärnten, besteht aus folgenden Vereinen:
- HSV Bleiburg
- HSV Klagenfurt
- HSV Spittal/Drau
- HSV Villach

### Niederösterreich
Der Heeressportlandesverband Niederösterreich, HSLV Niederösterreich, besteht aus folgenden Vereinen:
- HSV Allentsteig
- HSV Amstetten
- HSV Bruckneudorf
- HSV Bruck/Kaisersteinbruch
- HSV Brunn am Gebirge
- HSV Burg Kreuzenstein
- HSV Fischen Neusiedl/See
- HSV Götzendorf – Sportschützen
- HSV Götzendorf Tennis
- HSV Großmittel
- HSV Hainburg an der Donau
- HSV Horn
- HSV Kaisersteinbruch Tennis
- HSV Klosterneuburg
- HSV Klosterneuburg Zillenfahren
- HSV Krems Mautern
- HSV Langenlebarn
- HSV Melk
- HSV Mistelbach
- HSV Reit- und Fahrclub Prinz Eugen
- HSV Schlittenhundesport
- HSV St. Pölten Schiklub
- HSV St. Pölten
- HSV Seebenstein
- HSV Weitra
- HSV Wiener Neustadt
- HSV Zwölfaxing
- HSV Zwölfaxing ZV Pappelhof

### Oberösterreich
Der Heeressportlandesverband Oberösterreich, HSLV Oberösterreich, besteht aus folgenden Vereinen:
- Heeresreitsportverein OÖ
- HSV HUAK Enns
- HSV HUAK Enns Sportschützen
- Heeresfallschirmspringerclub Freistadt
- HSV Hörsching
- Heeres Tennisclub Hörsching
- HSV Kremstal
- HSV Linz
- HSV Ried
- HSV Stadl-Paura
- HSV Wels

### Salzburg
Der Heeressportlandesverband Salzburg, HSLV Salzburg, besteht aus folgenden Vereinen:
- Österreichischer Heeresbergführerverband
- HSV Riedenburg
- HSV Saalfelden
- HSV St. Johann
- HSV Wals

### Steiermark
Der Heeressportlandesverband Steiermark, HSLV Steiermark, besteht aus folgenden Vereinen:
- HSV Aigen/Ennstal
- HSV Bad Radkersburg
- HSV Eisenerz
- HSV Frohnleiten-Süd
- HSV Gratkorn
- HSV Graz
- Heeressportschützenverein Graz
- HSV Feldbach
- HSV Leibnitz
- HSV TÜPl Seetaler Alpe
- HSV St. Michael
- HSV Steinberg
- HSV Strass (Schießen, Bogensport, Nordic/Alpin, Stocksport, Fischen)
- HSV Thalerhof
- HSV Zeltweg
- Heeresschießsportverein Zeltweg
- Heeres Tennis Club Zeltweg

### Tirol
Der Heeressportlandesverband Tirol, HSLV Tirol, besteht aus folgenden Vereinen:
- HSV Absam
- HSV Absam Bergisel
- HSV Hochfilzen
- HSV Innsbruck
- HSV Kufstein
- HSV Landeck
- HSV St. Johann/Tirol
- HSV Lienz* HSV Lienz

### Vorarlberg
Der Heeressportlandesverband Vorarlberg, HSLV Vorarlberg, besteht aus folgendem Verein:
- HSV Vorarlberg

### Wien
Der Heeressportlandesverband Wien, HSLV Wien, besteht aus folgenden Vereinen:
- HSV Wien
- HSV Wien Modellbau
- HSV Wien Nordic Walking
- Heeres Reitsportverein Wien
- Heeres Snooker und English Billards Club
- Heeres Tennis Club Wien
- Heeres Yacht Club Wien

## Präsidium
- Präsident: Generalmajor Andreas Pernsteiner
- Geschäftsführender Präsident: Generalmajor Mag. Heinrich Winkelmayer[2]

## Ehrenmitglieder
- General i. R. Edmund Entacher
- General i. R. Roland Ertl
- General i. R. Friedrich Hötzl
- General i. R. Karl Majcen
- Generalmajor Rudolf Striedinger
- Brigadier i. R. Ewald Angetter
- Oberst i. R. Helmut Reisinger
- Oberst i. R. Bruno Binder
- Regierungsrat i. R. Kurt Ahammer
- Vizeleutnant i. R. Hans-Jürgen Lenert
- Vizeleutnant i. R. Franz Maier[3]